# 杨焕明
杨焕明（1952年10月6日—），男，浙江乐清人，中国基因组学科学家，曾任中国科学院北京基因组研究所所长，现任华大基因理事长。

## 生平
1952年出生于浙江温州乐清。1975年至1978年，就读于杭州大学生物系。1978年至1979年，任温州医学院生物教研室任助教。1979年至1982年，在南京铁道医学院（今东南大学医学院）攻读生物学硕士学位。1982年至1984年，任南京铁道医学院生物系任讲师。1984年至1988年，在丹麦哥本哈根大学遗传医学研究所攻读博士学位。1988年至1994年，先后在法国马赛免疫中心、美国哈佛大学医学院及加利福尼亚大学洛杉矶分校医学院从事博士后研究。1994年至1998年，于中国医学科学院协和医科大学任教授、博导。1998年至2003年，任中国科学院遗传所人类基因组中心主任。1999年起，任北京华大基因研究中心主任。2003年至2008年，任中国科学院北京基因组研究所所长。现任深圳华大基因研究所董事长。

## 奖项和荣誉
2007年当选为中国科学院院士，2008年当选为发展中国家科学院（TWAS）院士，2009年当选为印度国家科学院外籍院士，2012年当选为德国科学院外籍院士，2014年当选为美国国家科学院外籍院士。
2017年5月，获首届全国创新争先奖章。